# Neil Covone
Neil Covone (Hialeah, 31 agosto 1969) è un ex calciatore statunitense, di ruolo centrocampista.

## Carriera

### Club
Si forma sotto la guida di Walter Chyzowych nella rappresentativa calcistica della Wake Forest University, nella quale dopo aver giocato dal 1987 al 1990 si laureerà nel 1991 e che lo inserirà nel suo famedio sportivo nel 2012.
Nel 1991 inizia a giocare tra i professionisti con i Ft. Lauderdale Strikers, franchigia della American Professional Soccer League (che all'epoca era de facto la prima divisione statunitense), dove nell'arco di due stagioni colleziona complessivamente 17 presenze e realizza una rete, raggiungendo le semifinali nella APSL 1991 e nella APSL 1992. In particolare, segnò la sua unica rete nell'arco di 12 presenze nel 1991, per poi giocare ulteriori 5 partite l'anno seguente, che fu anche il suo ultimo da professionista.

### Nazionale
Nel 1985 ha giocato 3 partite con la nazionale statunitense Under-17, tutte nel campionato del mondo di categoria.
Dopo aver preso parte al Mondiale Under-20 del 1989 (durante il quale è stato anche capitano della selezione statunitense ed in cui ha giocato tutte e 6 le partite disputate dalla sua selezione, che raggiunse la semifinale del torneo per poi perderla ai tempi supplementari e successivamente perdere la finale per il terzo posto contro il Brasile), è stato convocato dalla nazionale statunitense per i Mondiali del 1990, oltre che giocare in totale cinque incontri amichevoli tra il 1988 ed il 1990. In particolare, il suo esordio con la nazionale maggiore statunitense avviene il 5 giugno 1988, in una partita amichevole persa per 3-0 in casa contro il Cile in cui subentrò ad incontro iniziato al compagno di nazionale Jimmy Banks, mentre l'ultima è stata il 30 maggio 1990 (una vittoria per 4-1 in amichevole sul campo del Liechtenstein, giocata in preparazione ai successivi Mondiali disputati in Italia, nella quale scende in campo da titolare).

## Statistiche

### Presenze e reti nei club
| Stagione                        | Squadra                         | Campionato                      | Campionato | Campionato | Coppe nazionali | Coppe nazionali | Coppe nazionali | Coppe continentali | Coppe continentali | Coppe continentali | Altre coppe | Altre coppe | Altre coppe | Totale | Totale |
| Stagione                        | Squadra                         | Comp                            | Pres       | Reti       | Comp            | Pres            | Reti            | Comp               | Pres               | Reti               | Comp        | Pres        | Reti        | Pres   | Reti   |
| ------------------------------- | ------------------------------- | ------------------------------- | ---------- | ---------- | --------------- | --------------- | --------------- | ------------------ | ------------------ | ------------------ | ----------- | ----------- | ----------- | ------ | ------ |
| 1991                            | Ft. Lauderdale Strikers         | APSL                            | 12         | 1          | -               | -               | -               | -                  | -                  | -                  | -           | -           | -           | 12     | 1      |
| 1992                            | Ft. Lauderdale Strikers         | APSL                            | 5          | 0          | -               | -               | -               | -                  | -                  | -                  | -           | -           | -           | 5      | 0      |
| Totale Fort Lauderdale Strikers | Totale Fort Lauderdale Strikers | Totale Fort Lauderdale Strikers | 17         | 1          |                 | -               | -               |                    | -                  | -                  |             | -           | -           | 17     | 1      |
| Totale carriera                 | Totale carriera                 | Totale carriera                 | 17         | 1          |                 | -               | -               |                    | -                  | -                  |             | -           | -           | 17     | 1      |

### Cronologia presenze e reti in nazionale
| Cronologia completa delle presenze e delle reti in nazionale ― Stati Uniti | Cronologia completa delle presenze e delle reti in nazionale ― Stati Uniti | Cronologia completa delle presenze e delle reti in nazionale ― Stati Uniti | Cronologia completa delle presenze e delle reti in nazionale ― Stati Uniti | Cronologia completa delle presenze e delle reti in nazionale ― Stati Uniti | Cronologia completa delle presenze e delle reti in nazionale ― Stati Uniti | Cronologia completa delle presenze e delle reti in nazionale ― Stati Uniti | Cronologia completa delle presenze e delle reti in nazionale ― Stati Uniti |
| Data                                                                       | Città                                                                      | In casa                                                                    | Risultato                                                                  | Ospiti                                                                     | Competizione                                                               | Reti                                                                       | Note                                                                       |
| -------------------------------------------------------------------------- | -------------------------------------------------------------------------- | -------------------------------------------------------------------------- | -------------------------------------------------------------------------- | -------------------------------------------------------------------------- | -------------------------------------------------------------------------- | -------------------------------------------------------------------------- | -------------------------------------------------------------------------- |
| 5-6-1988                                                                   | Fresno                                                                     | Stati Uniti                                                                | 0 – 3                                                                      | Cile                                                                       | Amichevole                                                                 | -                                                                          | Ingresso                                                                   |
| 14-6-1988                                                                  | San Antonio                                                                | Stati Uniti                                                                | 1 – 0                                                                      | Costa Rica                                                                 | Amichevole                                                                 | -                                                                          |                                                                            |
| 10-3-1990                                                                  | Tampa                                                                      | Stati Uniti                                                                | 2 – 1                                                                      | Finlandia                                                                  | Amichevole                                                                 | -                                                                          | 83’                                                                        |
| 8-4-1990                                                                   | Saint Louis                                                                | Stati Uniti                                                                | 4 – 1                                                                      | Islanda                                                                    | Amichevole                                                                 | -                                                                          | 72’                                                                        |
| 30-5-1990                                                                  | Eschen                                                                     | Liechtenstein                                                              | 1 – 4                                                                      | Stati Uniti                                                                | Amichevole                                                                 | -                                                                          |                                                                            |
| Totale                                                                     |                                                                            | Presenze                                                                   | 5                                                                          |                                                                            | Reti                                                                       | 0                                                                          |                                                                            |